# Javier Divisa
Javier Divisa es el seudónimo del escritor y crítico literario español Javier Guerrero Rodríguez, autor de novelas, cuentos y artículos. De origen extremeño, está radicado en Madrid, donde se dedica profesionalmente al negocio de la moda.
Ha publicado las novelas  Tres hombres para tres ciudades (Cana Negra, 2013), Valientes idiotas (Amargord, 2015), Magdalena (Lápices de luna, 2018) y Astaroth (Mr.Griffin, 2023). 
Sus artículos, críticas literarias y crónicas futbolísticas se han publicado en medios especializados como la revista cultural Tarántula, CTXT (artículos deportivos, obituarios, semblanzas y crónicas del Atlético de Madrid), El cotidiano y la revista literaria Eñe.